# Rue des Archers (Koekelberg)
Pour les articles homonymes, voir Rue des Archers.
La rue des Archers (en néerlandais : Boogschuttersstraat) est une rue bruxelloise de la commune de Koekelberg.

## Situation
Longue de 275 mètres, avec une emprise de 15 mètres, sa numérotation va de 3 à 89 pour le côté impair et de 2 à 86 pour le côté pair la rue des Archers va de la chaussée de Jette à l’avenue de Jette.

## Historique

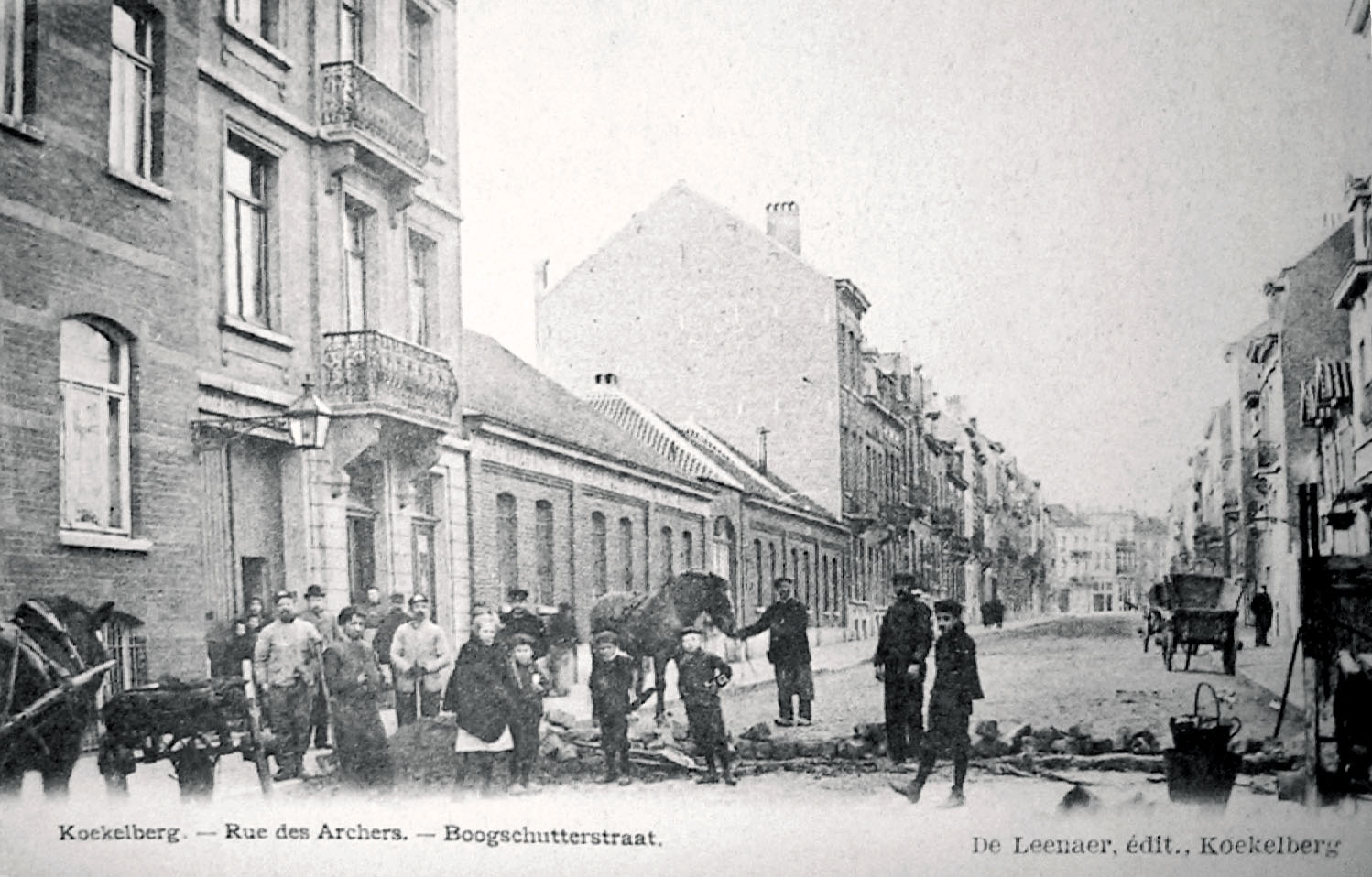
Rue des Archers. Koekelberg. Vers 1900

Le tracé de la rue des Archers est établi dès 1868 et sera conforté en 1880 lors de l’adoption du plan définitif du Quartier Royal de Koekelberg. Ce plan a été élaboré par Victor Besme, inspecteur voyer chargé à partir de 1859 de l’aménagement des faubourgs de Bruxelles.
Elle a été dénommée tout d’abord rue Nicolay, du nom de Joseph Nicolay membre en 1830 du Gouvernement provisoire. Mais une autre rue Nicolay existant à Bruxelles, en 1895 les autorités communales changeront son intitulé en rue des Archers, suggérant le tir à l’arc pratiqué alors par plusieurs groupements sur le territoire de la commune.
Si quelques maisons voient le jour dès 1884, la plupart d’entre elles seront construites autour des années 1896-1897. Avec la rue De Neck, elle sera l’une des premières artères du Plateau de Koekelberg à être urbanisée.

## Bâtiments remarquables et lieux de mémoire
- n°12 : La maison a été construite en 1897. Le 7 novembre de la même année y naîtra l’artiste peintre Arsène Detry. Celui-ci exposera à Mons en 1928 et recevra le Prix du Hainaut en 1948.

- n° 24 : Créée en 1885, l’usine de la société Josz & Fils fabriquera des panneaux décoratifs et des pancartes-réclames émaillés. Au début des années 1910, la firme adoptera le statut de société anonyme et deviendra Revêtements Josz SA. En 1939, la société cédera ses locaux à la biscuiterie-chocolaterie Victoria de la rue De Neck qui cherche à s’étendre et qui procédera à un remaniement profond des bâtiments[3].

- n° 32 : En 1911, l’instituteur communal Charles de Jonge s’installe au 32 rue des Archers. Son fils Mathieu De Jonge deviendra avocat au barreau de Bruxelles. Il s'engage, en 1941, dans la Résistance et participe activement à la diffusion de la presse clandestine. Il vit clandestinement à Stoumont (province de Liège). Déporté au camp de Mauthausen, il y décédera en 1944.

- n° 43 : En 1922, Paul Henrotin y installera l’Imprimerie Commerciale et Industrielle. Sous l’enseigne The Modern Press, on y imprimera le journal satirique Le Cri de Bruxelles. L’imprimerie y fonctionnera jusqu’en 1935.

- n° 67 et 69 : Le Bureau de bienfaisance de Koekelberg, installé depuis 1903 rue Albert Dillie, manque de place. En 1920, la commune va acquérir l’ensemble des immeubles situés aux 67 et 69 de la rue des Archers. Vont y prendre place les services de bienfaisance et l’Assistance maternelle de Koekelberg. Ils quitteront la rue des Archers au début des années 1930 pour s’implanter rue François Delcoigne (Home Jourdan et CPAS)[2].